# Johan Cornelius Krieger (1725-1797)
 Der er flere personer med dette navn, se Johan Cornelius Krieger.
Johan Cornelius Krieger (født 14. februar 1725 i København, død 17. maj 1797 sammesteds) var en dansk søofficer.
J.C. Krieger var søn af justitsråd og arkitekt J.C. Krieger (død 1755). Han blev sekondløjtnant i marinen 1743, premierløjtnant 1749,  kaptajnløjtnant 1754, kaptajn 1758, kommandørkaptajn 1767, kommandør 1775, kontreadmiral 1781 og viceadmiral 1790.
Straks efter sin udnævnelse til officer gik han i fransk orlogstjeneste og forblev der i to år. Kort efter sin hjemkomst udsendtes han med kaptajn Simon Hooglant til Middelhavet på en ekspedition, der skulle slutte fred med røverstaterne. Ved denne lejlighed var det, at fregatten Falster sprang i luften på Safis red (1753). Da en foreløbig afslutning var opnået 1752, sendtes Krieger hjem over land som kurér med melding om udfaldet.
1754 ansattes han som chef for et fartøj, der skulle forhindre den omsiggribende smughandel mellem Ærø og Fyn. 1759 var han chef for fregatten Vildmanden i admiral Fontenays eskadre, hvorfra han detacheredes til Christiansø, hvor fæstningsværkerne og havnen blev udbedrede, og kommandoforholdene ordnedes. Efter nogle chefstogter med fregatter 1760 og 1761 sendtes han 1762 med fregatten Christiansborg til de russiske Østersøkyster for at udspejde, hvilke troppetransporter her gik for sig.
1767 gjorde han et togt til Marokko som chef for fregatten Havfruen, tre år senere deltog han som linjeskibschef i admiral F.C. Kaas' uheldige togt til Algier, 1773 overførte han med et linjeskib statholderen Prins Carl af Hessen til Norge, 1779-81 var han atter linjeskibschef i de udrustede eskadrer, 1782 medlem af Reguleringskommissionen, 1788 chef for en mindre eskadre, der opererede sammen med en russisk styrke under admiral v. Dessen, 1794 atter chef for en eskadre (på otte skibe), der sammen med en svensk styrke under grev Wachtmeister var udrustet til neutralitetens beskyttelse.
Krieger, der var en højt anset officer, adledes 1797, men døde 17. maj samme år; han var ridder af Dannebrog (1792). 1750 blev han gift med Sophie Magdalene Arff (1733-1816), datter af kommandør N.D. Arff (1695-1758). At hans gode evner og sømandsduelighed ikke kom bedre til deres ret, end tilfældet var, skyldtes vel nærmest den for marinen forholdsvis uvirksomme fredsperiode, hvorunder han levede.
Johan Cornelius Krieger og Johannes Krieger var sønner af Krieger.
Han blev 22. september 1749 optaget i frimurerlogen i Christiania (Oslo) St. Olaus.
Han er begravet i Holmens Kirke.

### Fodnoter
1. ↑  K.L. Bugge, Det danske frimureries historie, bind 1, 1910, s. 211.